# Sympistis kurodakeana
Sympistis kurodakeana är en fjärilsart som beskrevs av Matsumura 1927. Sympistis kurodakeana ingår i släktet Sympistis och familjen nattflyn. Inga underarter finns listade i Catalogue of Life.